# مفصل درشت‌نی نازک‌نی زیرین
مفصل درشت‌نئی‌نازک‌نئی زیرین (به انگلیسی: Inferior  Tibiofibular joint) یک مفصل رشته‌ای است که دارای یک سطح خشن و محدب (برآمده) در انتهای استخوان نازک‌نی و یک سطح خشن مقعر (فرورفته) در سمت استخوان درشت‌نی است.
این مفصل در زیر حدود ۴ میلی‌متر طول دارد و دارای سطح صاق و پوشیده از غضروف است که با مچ پا در ارتباط است.
رباط‌های پیرامون آن عبارتند از:
- رباط درشت‌نئی‌نازک‌نئی قدامی
- رباط درشت‌نئی‌نازک‌نئی خلفی
- غشای بین استخوانی پا

این مفصل نباید با مفصل درشت‌نئی‌نازک‌نئی زبرین که تنها مفصل زلاله‌ای که گاهی مفصل درشت‌نئی‌نازک‌نئی نامیده می‌شود اشتباه گرفت.